# Método de entrada

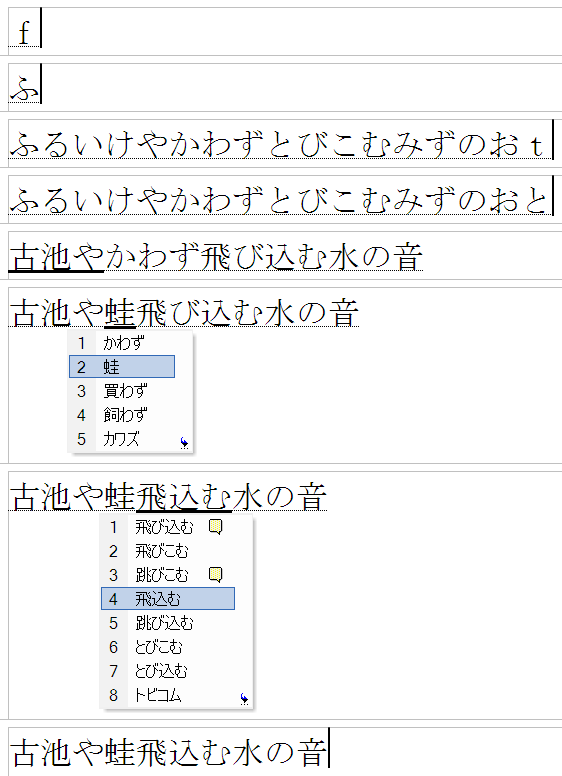
Funcionamiento de un IME japonés típico basado en romaji.

Un  método de entrada (Input Method, Input Method Editor, o IME) es un componente de un sistema operativo o programa que permite a los usuarios introducir caracteres y símbolos que no se encuentran en su periférico de entrada. Por ejemplo, en un PC, permite al usuario escribir chino, japonés y coreano, con un teclado estándar. En un teléfono móvil, permite al usuario introducir los caracteres del alfabeto latino, utilizando el teclado numérico.

## Términos usados
Muchos sistemas operativos usan el término " método de entrada " (  método de entrada). Se le llama normalmente  editor de método de entrada (IME) en los sistemas operativos Windows.
Otros sistemas operativos pueden tener un nombre diferente para la misma idea, como por ejemplo:
- En Mac OS, el componente se llama Macintosh Input Method;
- En DOS, hay un programa que se llama Input Method (para el chino) o front end processor ( procesador frontal (para el japonés);
- En X Window System, se lle lama Input Method.

### Resumen
Concluyendo, aunque el término Input Method Editor (editor de método de entrada) fue utilizado originalmente por Microsoft, su uso se ha extendido ahora a otros sistemas operativos, así tenemos:
- El término Input Method (método de entrada) generalmente se refiere a una forma particular de usar el teclado para escribir en un idioma no silábico.
- El término Input Method Editor (editor de método de entrada) en los productos de Microsoft se refiere al programa que permite utilizar un método de entrada.